# Squadra marocchina di Coppa Davis
La squadra marocchina di Coppa Davis rappresenta il Marocco nella Coppa Davis, ed è posta sotto l'egida della Fédération Royale Marocaine de Tennis.
La squadra debuttò nella competizione nel 1961, ed ha fatto parte del Gruppo Mondiale in tre occasioni, l'ultima delle quali nel 2004. Attualmente militano nel Gruppo II.

## Organico 2019
Vengono di seguito illustrati i convocati per ogni singolo turno della Coppa Davis 2019. A sinistra dei nomi la nazione affrontata e il risultato finale. Fra parentesi accanto ai nomi, il ranking del giocatore nel momento della disputa degli incontri (la "d" indica che il ranking corrisponde alla specialità del doppio).
| Gruppo II - Playoff | Gruppo II - Playoff                                                                                     |
| Lituania (2-3)      | Lamine Ouahab (440) Adam Moundir (f.r.*) Anas Fattar (f.r.*) Amine Ahouda (f.r.*) Yassir Kilani (f.r.*) |
| ------------------- | --- |

* f.r. = Fuori Ranking

## Risultati
= Incontro del Gruppo Mondiale

### 2010-2019
| Anno | Turno                       | Data           | Sede                        | Avversario           | Punteggio | Esito     |
| ---- | --------------------------- | -------------- | --------------------------- | -------------------- | --------- | --------- |
| 2010 | Gruppo III, Round Robin     | 6 maggio       | Marrakech (MAR)             | Costa d'Avorio       | 3–0       | Vittoria  |
| 2010 | Gruppo III, Round Robin     | 7 maggio       | Marrakech (MAR)             | Kenya                | 3-0       | Vittoria  |
| 2010 | Gruppo III, Playoff         | 8 maggio       | Marrakech (MAR)             | Madagascar           | 2-0       | Vittoria  |
| 2011 | Gruppo II, 1º turno         | 4-6 marzo      | Marrakech (MAR)             | Bosnia ed Erzegovina | 2–3       | Sconfitta |
| 2011 | Gruppo II, Playoff 2º turno | 8-10 luglio    | Vilnius (LTU)               | Lituania             | 5–0       | Vittoria  |
| 2012 | Gruppo II, 1º turno         | 10-12 febbraio | Limassol (CYP)              | Cipro                | 2–3       | Sconfitta |
| 2012 | Gruppo II, Playoff 2º turno | 6-8 aprile     | Casablanca (MAR)            | Monaco               | 2–3       | Sconfitta |
| 2013 | Gruppo III, Round Robin     | 15 maggio      | Il Cairo (EGY)              | Algeria              | 3–0       | Vittoria  |
| 2013 | Gruppo III, Round Robin     | 17 maggio      | Il Cairo (EGY)              | Camerun              | 3-0       | Vittoria  |
| 2013 | Gruppo III, Playoff         | 18 maggio      | Il Cairo (EGY)              | Madagascar           | 2-1       | Vittoria  |
| 2014 | Gruppo II, 1º turno         | 31 gen-2 feb   | Rabat (MAR)                 | Lussemburgo          | 2–3       | Sconfitta |
| 2014 | Gruppo II, Playoff 2º turno | 4-6 aprile     | Casablanca (MAR)            | Cipro                | 4-1       | Vittoria  |
| 2015 | Gruppo II, 1º turno         | 6-8 aprile     | Cruz Quebrada (PRT)         | Portogallo           | 1–4       | Sconfitta |
| 2015 | Gruppo II, 2º turno         | 7-9 aprile     | Roquebrune-Cap-Martin (MCO) | Monaco               | 1-3       | Sconfitta |
| 2016 | Gruppo III, Round Robin     | 11 luglio      | Antananarivo (MAD)          | Mozambico            | 3–0       | Vittoria  |
| 2016 | Gruppo III, Round Robin     | 12 luglio      | Antananarivo (MAD)          | Namibia              | 3-0       | Vittoria  |
| 2016 | Gruppo III, Round Robin     | 13 luglio      | Antananarivo (MAD)          | Nigeria              | 2-1       | Vittoria  |
| 2016 | Gruppo III, Round Robin     | 15 luglio      | Antananarivo (MAD)          | Camerun              | 3-0       | Vittoria  |
| 2016 | Gruppo III, Playoff         | 16 luglio      | Antananarivo (MAD)          | Benin                | 2-0       | Vittoria  |
| 2017 | Gruppo II, 1º turno         | 2-5 febbraio   | Copenaghen (DNK)            | Danimarca            | 1–4       | Sconfitta |
| 2017 | Gruppo II, 2º turno         | 7-9 aprile     | Marrakech (MAR)             | Lettonia             | 3-2       | Vittoria  |
| 2018 | Gruppo II, 1º turno         | 3-4 febbraio   | Marrakech (MAR)             | Georgia              | 3–1       | Vittoria  |
| 2018 | Gruppo II, 2º turno         | 7-8 aprile     | Cluj-Napoca (ROU)           | Romania              | 0-5       | Sconfitta |
| 2019 | Gruppo II, Playoff          | 5-6 aprile     | Marrakech (MAR)             | Lituania             | 2-3       | Sconfitta |

## Andamento
La seguente tabella riflette l'andamento della squadra dal 1990 ad oggi.
| Pos.           | 90 | 91 | 92 | 93 | 94 | 95 | 96 | 97 | 98 | 99 | 00 | 01 | 02 | 03 | 04 | 05 | 06 | 07 | 08 | 09 | 10 | 11 | 12 | 13 | 14 | 15 | 16 | 17 | 18 | 19 |
| -------------- | -- | -- | -- | -- | -- | -- | -- | -- | -- | -- | -- | -- | -- | -- | -- | -- | -- | -- | -- | -- | -- | -- | -- | -- | -- | -- | -- | -- | -- | -- |
| Campione       |    |    |    |    |    |    |    |    |    |    |    |    |    |    |    |    |    |    |    |    |    |    |    |    |    |    |    |    |    |    |
| Finalista      |    |    |    |    |    |    |    |    |    |    |    |    |    |    |    |    |    |    |    |    |    |    |    |    |    |    |    |    |    |    |
| SF             |    |    |    |    |    |    |    |    |    |    |    |    |    |    |    |    |    |    |    |    |    |    |    |    |    |    |    |    |    |    |
| QF             |    |    |    |    |    |    |    |    |    |    |    |    |    |    |    |    |    |    |    |    |    |    |    |    |    |    |    |    |    |    |
| OF             |    |    |    |    |    |    |    |    |    |    |    |    |    |    |    |    |    |    |    |    |    |    |    |    |    |    |    |    |    |    |
| Qualificazioni | x  | x  | x  | x  | x  | x  | x  | x  | x  | x  | x  | x  | x  | x  | x  | x  | x  | x  | x  | x  | x  | x  | x  | x  | x  | x  | x  | x  | x  |    |
| Gruppo I       |    |    |    |    |    |    |    |    |    |    |    |    |    |    |    |    |    |    |    |    |    |    |    |    |    |    |    |    |    |    |
| Gruppo II      |    |    |    |    |    |    |    |    |    |    |    |    |    |    |    |    |    |    |    |    |    |    |    |    |    |    |    |    |    |    |
| Gruppo III     | x  | x  |    |    |    |    |    |    |    |    |    |    |    |    |    |    |    |    |    |    |    |    |    |    |    |    |    |    |    |    |
| Gruppo IV      | x  | x  | x  | x  | x  | x  | x  |    |    |    |    |    |    | x  |    |    |    |    |    |    | x  | x  | x  | x  | x  | x  | x  | x  | x  |    |

Legenda
- Campione: La squadra ha conquistato la Coppa Davis.
- Finalista: La squadra ha disputato e perso la finale.
- SF: La squadra è stata sconfitta in semifinale.
- QF: La squadra è stata sconfitta nei quarti di finale.
- OF: La squadra è stata sconfitta negli ottavi di finale (1º turno). Dal 2019 sostituito dal Round Robin.
- Qualificazioni: La squadra è stata sconfitta al turno di qualificazione. Istituito nel 2019.
- Gruppo I: La squadra ha partecipato al Gruppo I della propria zona di appartenenza.
- Gruppo II: La squadra ha partecipato al Gruppo II della propria zona di appartenenza.
- Gruppo III: La squadra ha partecipato al Gruppo III della propria zona di appartenenza.
- Gruppo IV: La squadra ha partecipato al Gruppo IV della propria zona di appartenenza.
- x: Ove presente, la x indica che in quel determinato anno, il Gruppo in questione non è esistito nella zona geografica di appartenenza della squadra.